# Clément-Garrard
Clément-Garrard is een Brits historisch merk van motorfietsen.
De bedrijfsnaam was: Garrard Mfg. Co. Ltd., Magneto Works, Birmingham.
Dit bedrijf van Charles Riley Garrard produceerde al vanaf 1898 motorfietsen met inbouwmotoren van Adolphe Clément. Het waren bijzondere 1¾-, 2- en 3pk-modellen met een lange wielbasis met V-twin-blokken met een bijzonder kleine blokhoek. Zelfs de 3pk-uitvoering kon als "lichtgewicht" geadverteerd worden, want ook deze motor was in een gewoon fietsframe gemonteerd. Hoewel het zeer eenvoudige modellen waren en de Britse motorindustrie vanaf de tweede helft van de jaren tien zelf ook goede inbouwmotoren kon leveren, bleef het merk tot 1911 bestaan. Er was ook een relatie met Franse firma’s als Bayard, Gladiator en andere, als met Engelse als Sunbeam en Talbot.